# ギラデリ
ギラデリ・チョコレート・カンパニー（Ghirardelli Chocolate Company）は、アメリカ合衆国のチョコレート会社。イタリア移民のショコラティエ（Domenico Ghirardelli）氏によって1852年に設立された老舗チョコレートブランドである。

## 歴史
1852年、イタリアから来たドミンゴ・ギラデリ (Domingo Ghirardelli) によって創業された。最初にカリフォルニア州のストックトンに支店が開設され、同年6月18日にカリフォルニア州サンフランシスコで設立された。
1895年に造られた巨大なチョコレート工場の跡地が、現在はギラデリスクエアとしてレンガ造りでレトロな雰囲気を残したサンフランシスコの人気観光地になっている。
現在はスイスに本社を置くリンツ&シュプルングリーの子会社となっている。